# David Rivas
David Rivas Rodríguez (n 2 decembrie, 1978, Dos Hermanas, Sevilla, Andaluzia, Spania)  este un fotbalist spaniol care evoluează pe postul de fundaș central la clubul FC Vaslui.